# Norops gracilipes
Norops gracilipes är en ödleart som beskrevs av  George Albert Boulenger 1898. Norops gracilipes ingår i släktet Norops och familjen Polychrotidae. Inga underarter finns listade i Catalogue of Life.